# Heleophryne hewitti
Heleophryne hewitti o rana fantasma de Hewitt es una especie de anfibio anuro de la familia Heleophrynidae.

## Distribución geográfica
Esta especie es endémica de la Provincia Cabo Oriental en Sudáfrica. Habita entre los 400 y 550 m en las montañas de Elandsberg.

## Etimología
Esta especie lleva el nombre en honor a John Hewitt.

## Publicación original
- Boycott, 1988 : Description of a new species of Heleophryne Sclater, 1899 from the Cape Provice, South Africa (Anura: Heleophrynidae). Annals of the Cape Provincial Museums, Natural History, vol. 16, p. 309-319.[5]